# Tygr balijský
Tygr balijský, někdy též tygr džunglový balijský či tygr balinéský (dříve Panthera tigris balica, od roku 2017 Panthera tigris sondaica) je vyhynulá populace či regionální forma tygra, který žil pouze na indonéském ostrově Bali. K jeho vědeckému popsání došlo v roce 1912. Až do roku 2017 byl veden jako samostatný poddruh, poté byl překlasifikován na regionální populaci tygra jávského.
Jednalo se zřejmě o nejmenší tygří formu jak vzrůstem (délka do 245 cm), tak hmotností (do 120 kg). Srst měl krátkou a zbarvenou relativně nejtmavěji ze všech tygřích populací. Pruhy byly umístěny blízko sebe a někdy se rozpadaly ve skvrny. Šlo o vrcholového predátora ve svém biotopu, jenž se živil různými kopytníky a další kořistí střední či menší velikosti. Malý životní prostor daný velikostí ostrova, úbytek biotopu spojený s růstem lidské populace a intenzivní lov způsobily, že byl jako první tygr vinou člověka vyhuben, k čemuž došlo zřejmě ve 40. nebo v 50. letech 20. století. O jeho životě se zachovalo minimum písemných, hmotných a obrazových záznamů, nicméně šelma hrála a stále hraje důležitou roli v tradiční balijské kultuře.

## Taxonomie a historie
Subspecie Panthera tigris balica byla popsána německým zoologem Ernstem Schwarzem v roce 1912 na základě jedné lebky a kůže samice pocházející z jižní části Bali (Denpasar). Ačkoliv byly vzneseny jisté pochybnosti o tom, že tygr balijský je natolik rozdílný od tygra jávského, aby byl samostatně vyčleňován, většina vědců tuto subspecii uznávala. Byly však zvažovány dvě možnosti, o jaký poddruh se jednalo. Buď šlo o jeden z „klasických“ devíti podruhů tygra anebo o poddruh tygra jávského, který byl některými vědci (Groves C. P., Mazák J. H.) považován za samostatný druh. Tygr balijský byl každopádně úzce spřízněn s tygrem jávským, k jejich vzájemné izolaci došlo s velkou pravděpodobností po poslední době ledové, kdy zanikl pevninský most mezi Jávou a Bali. Potvrzují to i nejnovější analýzy DNA. Taxonomická revize provedená v roce 2017 vědci z Cat Specialist Group, což je odnož IUCN, nicméně tygra balijského (a stejně tak sumaterského) označuje za pouhou regionální formu tygra jávského, a tedy neuznává jako samostatný poddruh.

## Popis

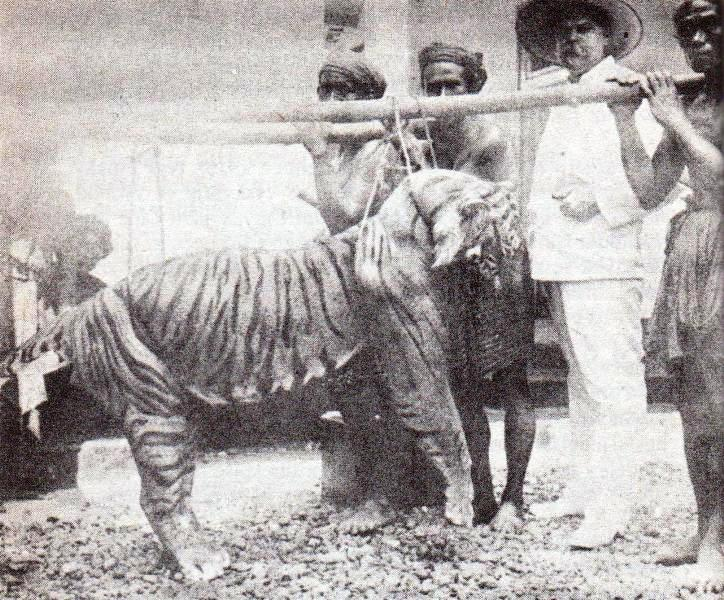
Balijský tygr zabitý M. Zanveldem

Tygr balijský byl zřejmě nejmenší tygří formou, ačkoliv s jistotou to tvrdit nelze, neboť chybí dostatek komparativních dat. Samice měřily na délku (včetně ocasu) nejčastěji 190–220 cm, samci obvykle 220–240 cm, někdy i více. Oszkárem Vojnichem ulovený samec (zobrazený na fotografii v infoboxu) měřil 245 cm a je nejdelším změřeným jedincem. Délka lebek u samic oscilovala mezi 24 a 27 cm, u samců mezi 27 a 31,2 cm. Nosní část byla protažená a úzká. Charakteristickým rysem chrupu této formy byla miniaturní velikost či dokonce absence druhého horního třenového zubu. Ocas byl relativně krátký a dosahoval délky 58–71,5 cm, pro srovnání u tygra jávského je to 77–83 cm. Hmotnost se pohybovala mezi 65–80 kg u samic, samci vážili obvykle 90–100 kg (někdy až 120 kg). Tyto údaje jsou vytvořeny na základě měření několika lebek a kůží a pouhého jednoho čerstvě zabitého jedince (O. Vojnich), proto by měly být brány s opatrností. Na jejich základě je nicméně možno tuto šelmu velikostně přirovnat k statným jihoamerickým formám jaguára (průměr samic 72 kg, samců 102 kg). Byl však rozhodně mohutnější než průměrní levharti či pumy (samice těchto koček váží 20–50 kg, samci 30–90 kg, větší kusy se vyskytují jen zcela výjimečně).
Zbarvení bylo tmavě oranžové, skoro až cihlové, černé pruhy byly relativně širší a poněkud méně husté, především v přední části těla, než u typického tygra jávského. Mezi pruhy byly roztroušené černé skvrny. Světlá spodní část těla byla velmi malá, zato však zbarvená téměř doběla, ostatní poddruhy jsou spíše krémové. Srst měl kratší zvláště ve srovnání se sumaterským tygrem. Délka chlupů se pohybovala od 7 do 10 mm (t. sumaterský 10–15 mm, t. jávský 8–12 mm), přičemž sezónně se neměnila, na rozdíl od srsti severně žijících poddruhů. Na přední straně hlavy se nacházelo 4–5 párů zdvojených příčných proužků, další indonéské tygří populace toto nemají. Stavbou lebky připomínal spíše tygra jávského, rozmístěním, šíří a tvarem pruhů spíše tygra sumaterského, nicméně podkladovou barvu měl tmavší než oba výše zmínění, zvláště než druhý jmenovaný.

## Biologie

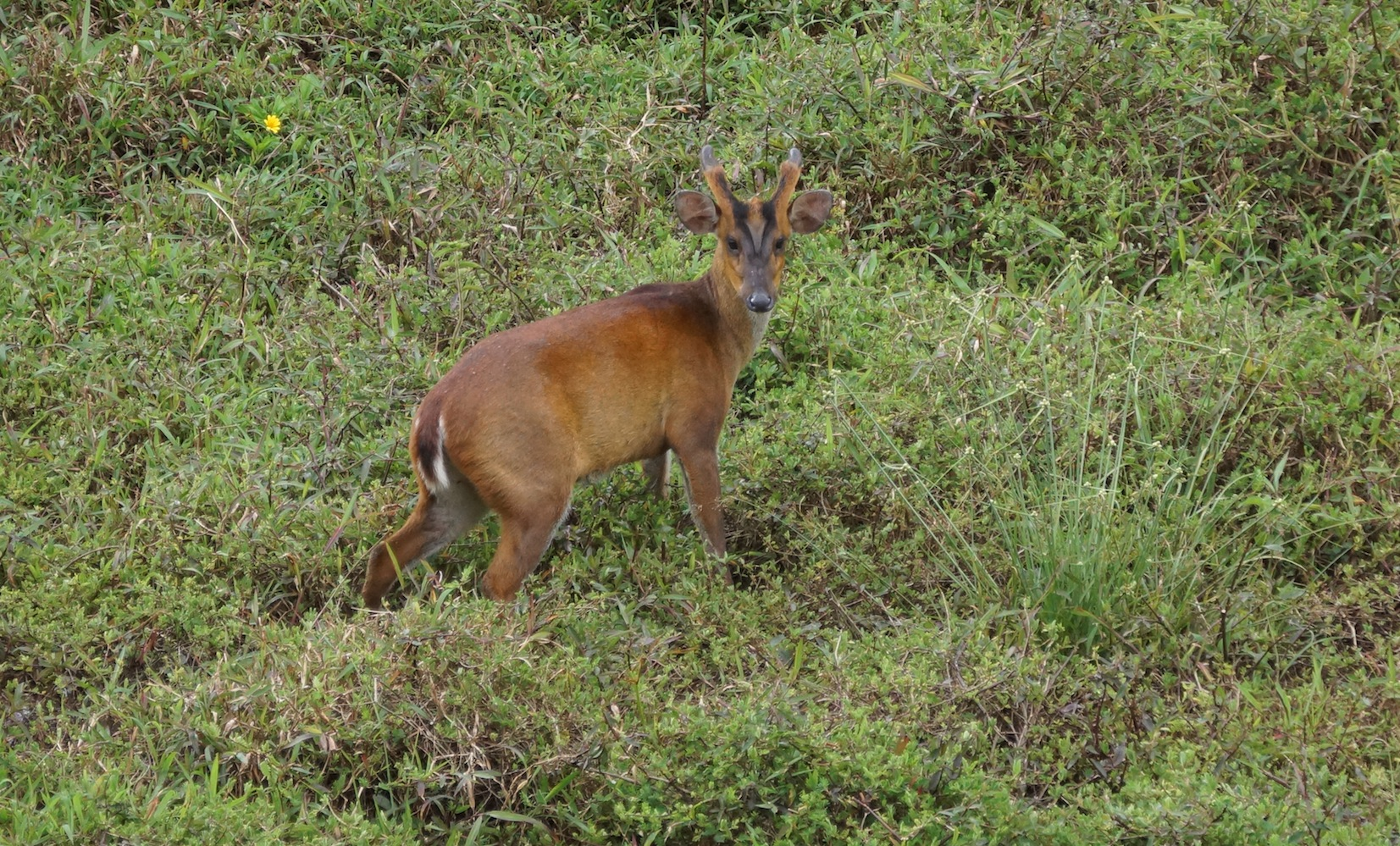
Muntžak sundský zvaný též jelen štěkavý patřil mezi kořist tygra balijského.

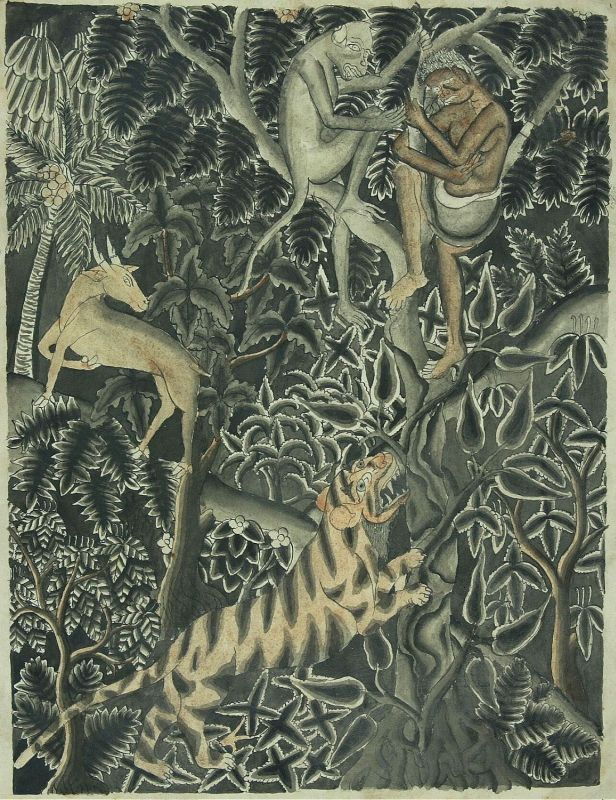
Tygr pronásledující člověka a opici, kteří před ním vylezli na strom. Akvarel pocházející z doby před rokem 1958.

Tygr balijský byl endemitem ostrova Bali. Zřejmě se tam dostal přes pevninský most během poslední doby ledové z Jávy, ale vyloučit nelze ani přeplavání průlivu, který oba ostrovy odděluje. Ten je široký jen 2,5 km a tygři jsou navíc velmi dobří plavci. Tygři žili především v hustých džunglích hornatých částí ostrova, stranou od hlavních lidských sídel, i když nikoli výhradně. Z původu dochovaných exemplářů je možné odvodit, že obývali spíše západní část ostrova. Jelikož se jedná o nejméně prozkoumanou tygří formu, navíc již nenávratně ztracenou, podrobnosti o jejich životě neznáme. Pouze na základě srovnávací etologie je možné odvodit, že žili podobně jako ostatní džungloví tygři. Mohli lovit pouze faunu vyskytující se na ostrově. Šlo by tedy o divoká prasata, muntžaky sundské, sambary ostrovní, luskouny ostrovní, kury bankivské, makaky jávské, hulmany jávské, varany a bantengy. Kromě toho občas napadali a zabíjeli domácí zvířata. Výjimečně se mohlo stát, že se uchýlili ke kanibalismu. Nizozemský lovec A. J. M. Ledeboer zaznamenal příhodu, kdy tygr zabitý odpoledne 20. srpna 1910 byl jen hodinu poté odtažen a následně zčásti sežrán jiným tygrem.

## Tygr vbalijské kultuře a mytologii

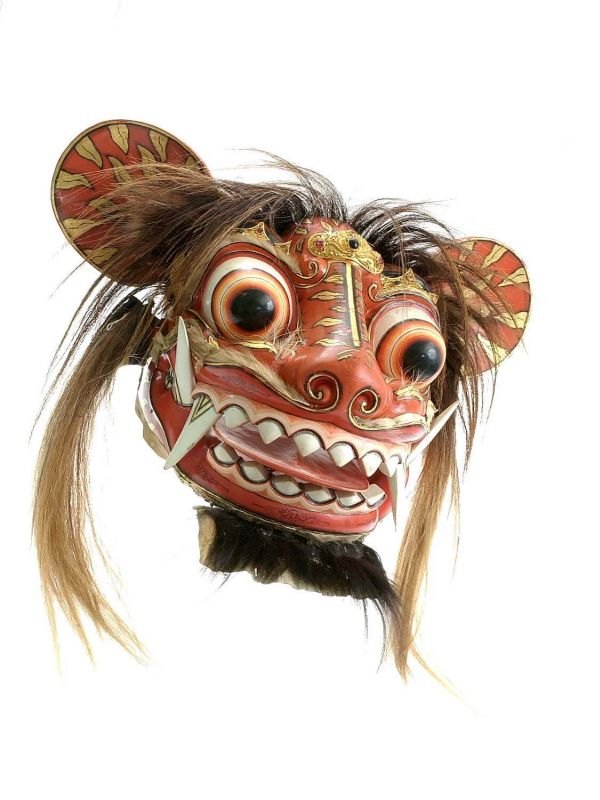
Tygří maska na tradiční tanec Barong Macan

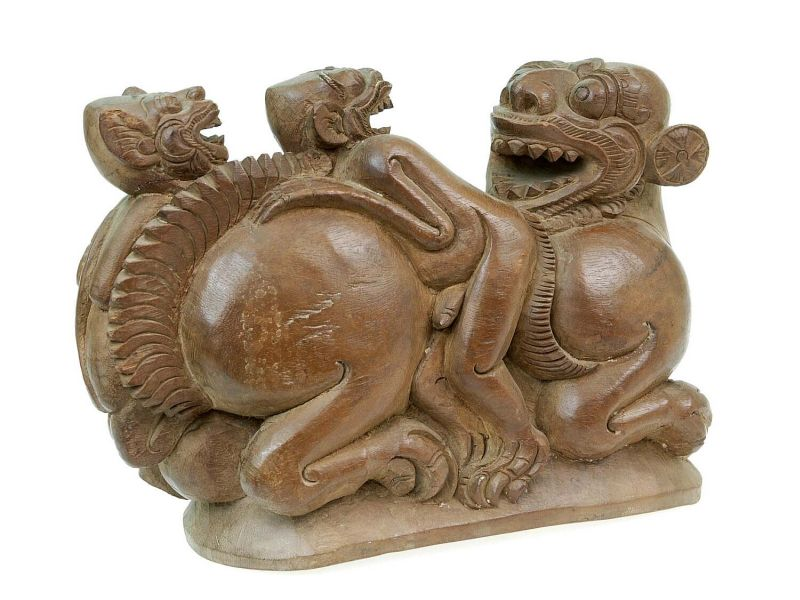
Dřevěná soška tygra s opicemi. Tropenmuseum v Amsterdamu.

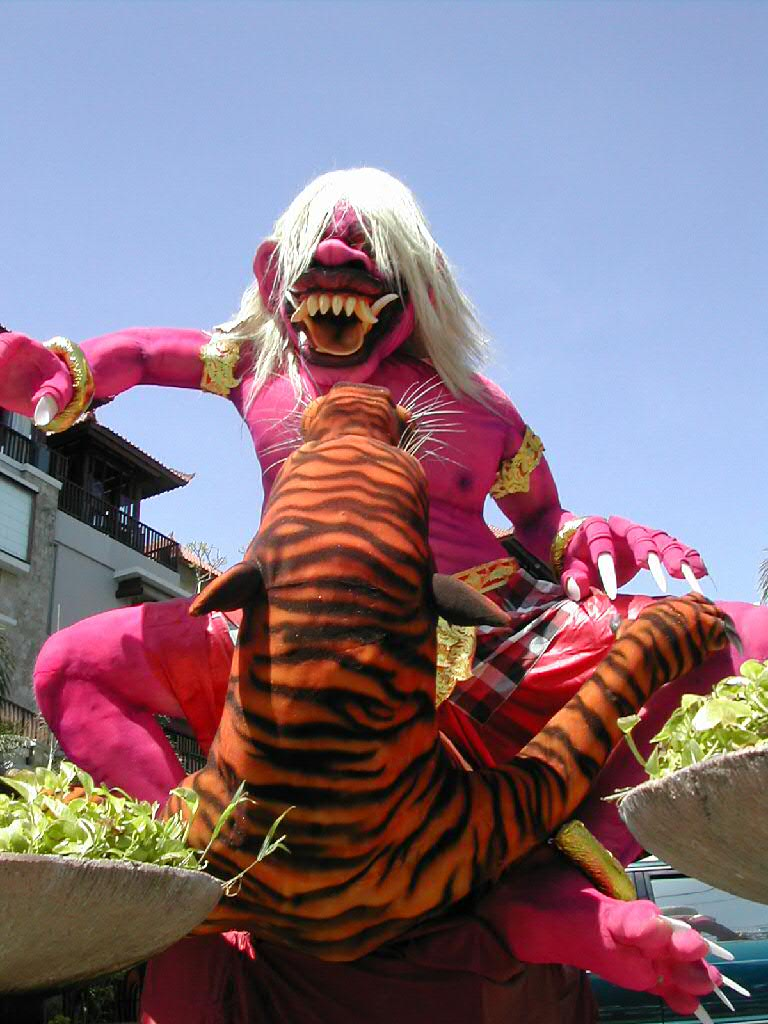
Mytický balijský démon zápasí s tygrem. Jedna ze soch zvaných Ogoh-Ogoh užívaných během procesí Ngrupuk.

Místní domorodci ho nazývali samong či macan (jiným přepisem machan), v indonéštině byl znám jako harimau bali. Tygr měl vždy významné místo v balijské kultuře, především v mýtech, pověstech a léčitelství. Mísil se v nich tradiční ambivalentní vztah k velkým šelmám - obdiv k síle a údajné zázračné moci na jedné straně a obava a nenávist na straně druhé. Domorodci si zhotovovali různé amulety a léčivé přípravky z částí tygřích těl.
V hinduistickém náboženství, které je na Bali dominantní, hraje tygr důležitou roli v různých tradičních tancích a ceremoniálech, např. v tanci Barong o souboji dobra se zlem (kde je označovaný jako Barong macan). Tygr, pán džungle, dokáže údajně ochránit vesnici před nemocemi a udržovat rovnováhu mezi duchovním a hmotným světem.
Podobně jako v Malajsii, na Jávě a Sumatře existují i na Bali pověsti o tygrodlacích. Balijci je nazývali macan dadèn-dadèn a věřili, že v tygrodlaka se mohl změnit každý člověk, který postrádal vertikální rýhu nad horním rtem. Tygrodlaci žili údajně odděleně od ostatních lidí resp. měli svá vlastní tajná území. S proměnou ve zvířata, tygra nevyjímaje, souvisí i mytické bytosti zvané léyak, suangi a selak, které však nejsou pouze tygrodlaky, ale obecně jakýmisi čaroději.

## Vymizení

### Přírodní faktor
Ostrov Bali má rozlohu pouhých cca 5700 km², přičemž jen část tohoto území je vhodná jako tygří biotop. Když k tomu připočítáme náročnost na teritorium, vyjde nám, že počet dospělých tygrů nemohl být najednou nikdy větší než zhruba 110–125 kusů. Tygr balijský tak vlastně balancoval na hraně přežití i bez jakéhokoliv zásahu člověka a svým způsobem je s podivem, že „vydržel“ do téměř poloviny 20. století.

### Lidé a vyhubení tygra
Balijci tygra zabíjeli dlouho před příchodem kolonistů, ale dělo se tak jen v omezené míře, většinou jen když ohrožoval je a jejich domácí zvířata. Od 19. století při tom používali metodu instalace pušky na samospoušť u tygřího úlovku. O šelmě máme jen minimum věrohodných písemných a obrazových zpráv. Jednu z nich napsal maďarský lovec chorvatského původu baron Oszkár Vojnich. V roce 1911 zastřelil a vyfotil jednoho z tygrů a popsal jeho lov. Zvíře nejprve chytil za pomoci místních průvodců do železné pasti, a pak ho zblízka zabil. Odstřel velkých šelem byl zábavou mnohých evropských „cestovatelů“ od konce 19. století zhruba do začátku 2. světové války a v koloniích k tomu měli dostatek příležitostí. Bali bylo součástí Nizozemské východní Indie a tak si mnozí lovci a „sportovci“ nenechali ujít šanci vzácnou šelmu zastřelit. Nečinili se jen západní lovci, ale i místní lidé, kteří jim dělali doprovod a ukazovali, jak nejlépe tyto kočky zabíjet. Kupříkladu E. Munaut, což byl puškař ze Surabayi a průvodce Oszkára Vojniche během jeho lovu, usmrtil do roku 1911 nejméně 20 jávských tygrů a pomáhal zájemcům lovit i balijské tygry. Jeho metodou bylo nastražit návnadu spolu s těžkou ocelovou pastí a pak uvězněné zvíře z 15–20 metrů odstřelit. Kromě toho vzrůstala v této době výrazně i domorodá populace na ostrově, což vedlo ke kácení lesů a úbytku lovné zvěře. Všechny tyto faktory měly za následek, že populace tygra se ve 20. a 30. letech 20. století fatálně ztenčila. V první polovině roku 1936 bylo usmrceno 5 tygrů a pak už nebylo kde brát. Poslední prokazatelné pozorování a příznačně zároveň zastřelení tygra balijského se stalo 27. září 1937. Jednalo se o dospělou samici a byla zabita v Sumbar Kima na západě ostrova. O dalších přežívajících jedincích máme sice poměrně četná, ale nepotvrzená svědectví. Například v listopadu roku 1937 napsal jistý Zimmermann, německý plantážník žijící na Bali, dopis, v němž uvádí: „V období od roku 1933 do současnosti (tj. do listopadu 1937) bylo na území od Poelaki (Tandjoeng Poelaki na severozápadě ostrova) k Teloktrimě (?) zabito, co já vím, nejméně 14 tygrů... V současné době asi 6 jiných, pokud je mi známo, opět v oblasti žije.“ Zprávy o žijících jedincích byly poměrně časté ještě ve 40. letech, ale nikdy nebyly věrohodně ověřeny. V 50. letech jejich četnost výrazně ubývala. Ještě v roce 1963 údajně narazila skupina vesničanů v lese na tygří tělo, ale tento objev se nepodařilo potvrdit. Žádné části tygra z té doby se nedostaly k odborníkovi či do muzea. Kdy došlo k poslednímu spatření není možné specifikovat, neboť zprávy o pozorování kolovaly mezi vesničany minimálně do 70. let. Nelze tedy určit přesné datum vymření poddruhu. S jistotou se dá říct jedině to, že k němu došlo někdy po roce 1937, přičemž udržitelná životaschopná populace přestala existovat nejpozději ve 40. letech 20. století.

### Chov v zajetí, pokusy ozáchranu

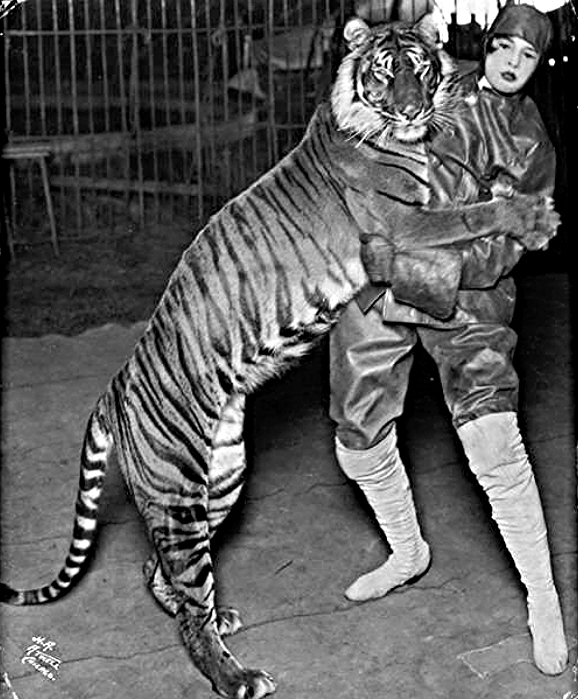
Fotografie z cirkusu Ringling Bros, na níž je zřejmě zachycen tygr balijský s krotitelkou Rose Flanders Bascom (před rokem 1915).

Pro záchranu tygra balijského bylo uděláno málo. V zoo nebyl nikdy chován, dokonce nebyl nikdy řádně zdokumentován či natočen na film. Existuje jen pět fotografií, na nichž je s jistotou zachycena tato kočkovitá šelma. Ani na jedné z nich není zvíře živé. Nedávno byly objeveny dvě další fotografie pocházející z období mezi lety 1910 až 1915, kde jsou s největší pravděpodobností dva tygři balijští zachyceni při „hraní“ s krotitelkou Rose Flanders Bascom z Ringling Bros Circus. Pro to, že jde skutečně o tento poddruh, hovoří malá velikost šelem, jejich tmavé zbarvení, proužky na čele a také záznam o tom, že maďarští lovci odchytili na Bali dva tygry a prodali je cirkusu.
V roce 1941 byl sice ustaven Národní park Bali Barat (plocha 20 000 ha), který se nacházel na severozápadě ostrova a zčásti pokrýval předpokládané tygří území, ale bylo už pozdě. Že se to s ochranou v té době již prakticky vyhynulé šelmy nijak nepřehánělo, ukazuje lovecké regulační opatření „Peraturan Pemburuan Bali 1949“ vydané krátce po vyhlášení indonéské nezávislosti, kde je tygr veden jako škodlivé zvíře, jehož lov je povolen za poplatek 50 rupií.

### Údajné přežití

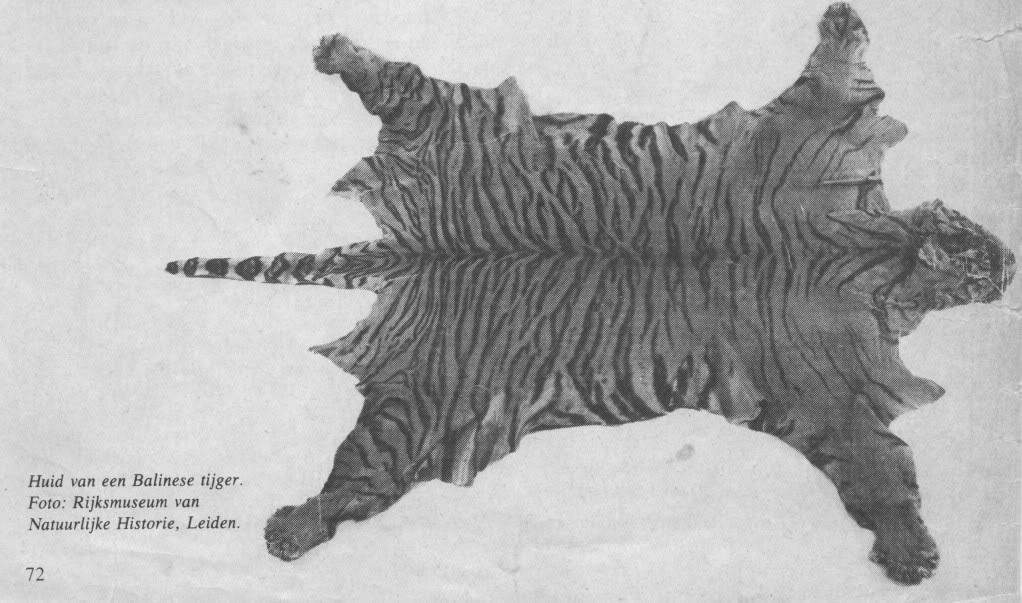
Jedna z dochovaných kůží tygra balijského

V roce 1975 strávil v Indonésii několik měsíců australský zoolog Colin P. Groves. Setkal se také s úředníkem, který měl na starost ochranu balijské přírody. Ten mu potvrdil, že místní lidé trvají na tom, že v rezervaci Bali Barat stále tygři žijí. Podobnou zkušenost učinil přední světový „tygrolog“ John Seidensticker v roce 1978. Mezi domorodými obyvateli je přítomnost této šelmy tak hluboko zakořeněná, že její existence je tradována až prakticky do současnosti. Mnohé internetové stránky tygra balijského uvádějí jako stále platnou, i když jen těžko spatřitelnou součást fauny vyskytující se na ostrově. Je to zřejmě i proto, aby nalákaly turisty. V roce 2010 se v tisku objevila zpráva, že na západě Bali řádí tygr, který napadá psy a kozy. Vyšetřování to ale nepotvrdilo.

## Muzejní kusy
Existuje jen 9 lebek, 5 kůží a nějaké kosti balijského tygra ve vědeckých sbírkách. Jedná se o tato muzea: Naturalis Biodiversity Center v Leidenu (Nizozemsko), Senckenberg Museum ve Frankfurtu (Německo), Naturkunde–Museum ve Stuttgartu (Německo), Přírodopisné muzeum v Londýně (V. Británie). Lebku a kůži poslední tygřice zabité roku 1937 má Museum Zoologicum Bogoriense v Bogoru (Indonésie). Lebka jedince zabitého O. Vojnichem je v Magyar Természettudományi Múzeum v Budapešti (Maďarsko). Rozsáhlá studie vyhynulých tygrů publikovaná roku 2013 přinesla informace o dalších dvou do té doby neznámých muzejních kusech z Oxford Natural History Museum a z Izu.